# Deutsches Hutmuseum Lindenberg

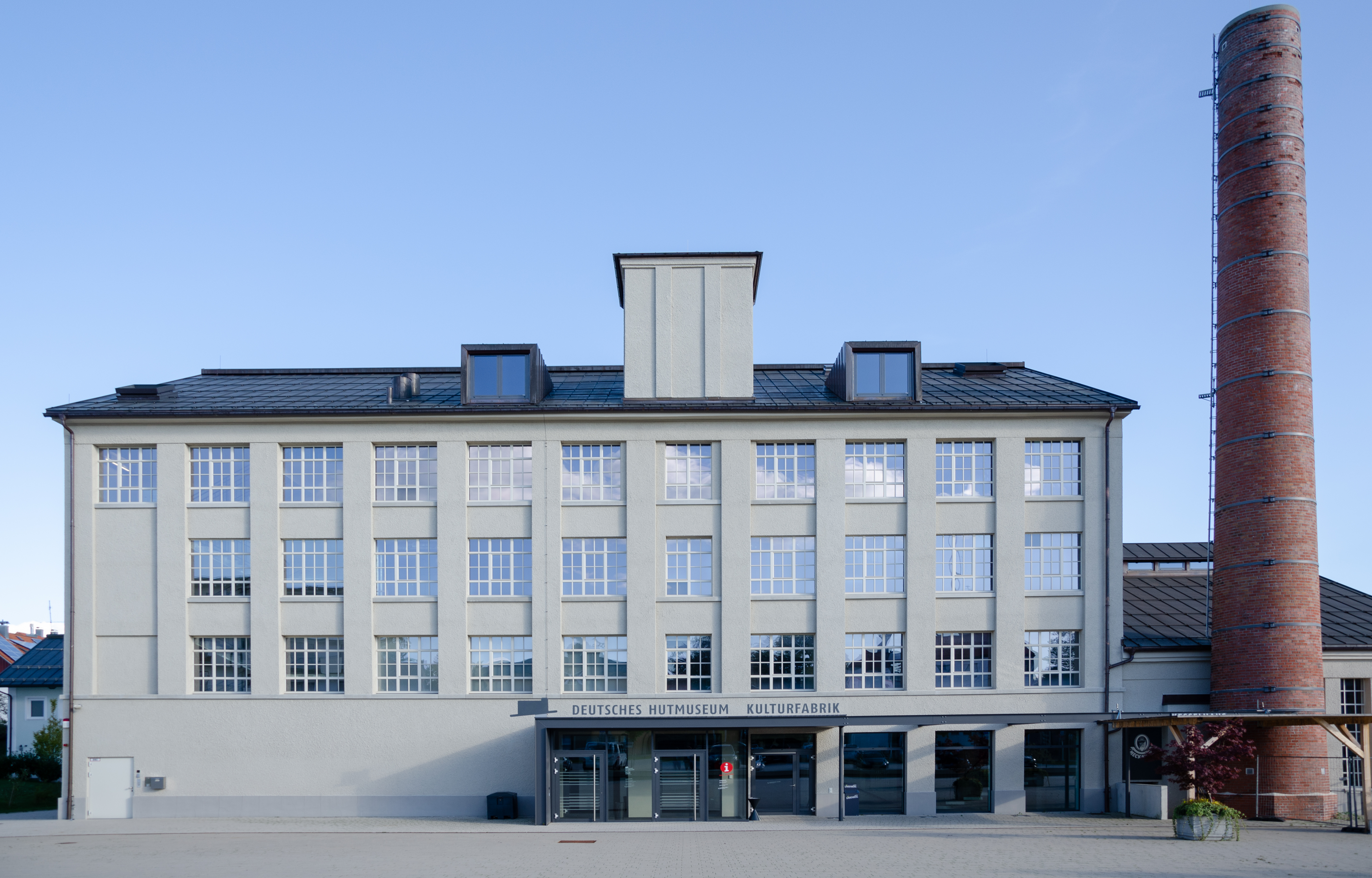
Gebäude des Deutschen Hutmuseums in der ehemaligen Hutfabrik Ottmar Reich

Das Deutsche Hutmuseum Lindenberg in Lindenberg im Allgäu ist ein Museum zur Kulturgeschichte des Hutes. Das Museum ist seit 2014 im Gebäude der ehemaligen Hutfabrik Ottmar Reich GmbH & Co. untergebracht. Die Dauerausstellung erzählt die Geschichte der Hutherstellung, der Hutstadt Lindenberg und der Hutmode.

## Beschreibung
Die Dauerausstellung und ein Sonderausstellungsraum nehmen über drei Etagen verteilt eine Fläche von knapp 1000 m² ein. Im dritten Obergeschoss veranschaulichen Rohmaterial, Werkzeuge und Modelle die Herstellungsweisen von Stroh- und Filzhüten. Darunter befindet sich mit dem Halmspalter, der für die Strohhutherstellung verwendet wurde, einer der 100 Heimatschätze Bayerns. Daneben zeigen Biografien von Heimarbeiterinnen, Huthändlern und Fabrikanten wie Lindenberg zum „Klein-Paris“ der Hutindustrie wurde.
Im zweiten Obergeschoss erzählen verschiedenste Hüte die Geschichte der Hutmode aus drei Jahrhunderten. Im Zentrum steht hier die Plastik „Huttornado“ aus weißen Hutabgüssen, umgeben von Hüten prominenter Hutträger und Hutträgerinnen wie Udo Lindenberg oder der Queen.
Seit 2019 liegt vor dem Eingang zum Museum ein Stolperstein für Jakob Plaut.

## Geschichte des Museums
Das Museum wurde am 13. Dezember 2014 im Zusammenhang mit dem hundertjährigen Jubiläum der Stadterhebung Lindenbergs eröffnet. Es befindet sich im denkmalgeschützten Gebäude der im Jahr 1997 geschlossenen Hutfabrik Ottmar Reich. Das Gebäude hatte 1922 der Architekt Philipp Jakob Manz gebaut und ist heute ein Industriedenkmal. Der Umbau in ein Museum dauerte zwei Jahre und kostete ungefähr 10 Millionen Euro, die zu zwei Dritteln aus Mitteln der Europäischen Union und zu einem Drittel mit Geldern des Bundes und der Landesregierung Bayerns finanziert wurden. Das Museum selbst befindet sich im Hauptgebäude der ehemaligen Hutfabrik, im alten Kesselhaus mit dem 28 Meter hohen Backsteinschlot wurde ein Restaurant eingerichtet.

Der Grundstock der Ausstellungsstücke geht auf die Sammlungen des ehemaligen städtischen Hutmuseums Lindenberg zurück. Von 1981 bis 2013 wurde hier eine umfangreiche Hutsammlung von Hans Stiefenhofer und Manfred Röhrl zusammengetragen und gezeigt.

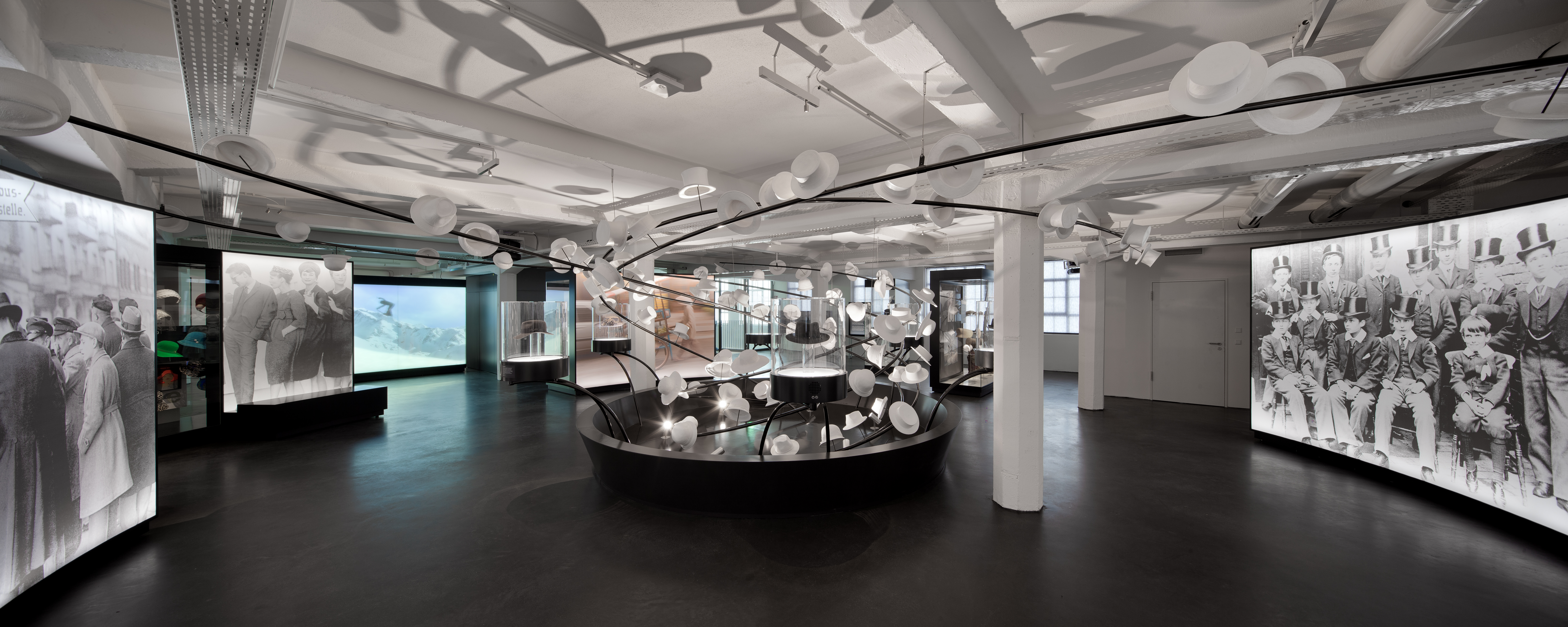
Kunstinstallation im Hutmuseum

## Lindenberg als Zentrum der Hutherstellung
Seit dem beginnenden 17. Jahrhundert wurden in Lindenberg Strohhüte in Heimarbeit hergestellt. Das technische Wissen zur Hutherstellung hatten Pferdehändler aus Italien in die Ortschaft im Allgäu vermittelt. Ab der Mitte des 17. Jahrhunderts ist der Verkauf von Hüten aus Lindenberg auf Märkten überliefert. Im Jahr 1755 entstand die Hut-Compagnie, welche die Vermarktung der Hüte für die Heimarbeiter übernahm.
Am Anfang des 19. Jahrhunderts waren um die 300 Lindenberger Familien in der Hutmacherei tätig. 1835 entstand die erste große Hutfabrik im Ort. Für die Herrenmode wurde die sogenannte Kreissäge gefertigt, für Damen wurden Florentinerhüte und Glockenhüte hergestellt. Schon bald waren in der näheren Region nicht mehr genügend Rohstoffe für die Hutproduktion vorhanden, weshalb sie teilweise bis aus China importiert werden mussten, wie eine nach Lindenberg gesandte Postkarte eines dortigen Aufsehers über die Herstellung von Geflechten aus dem ausgehenden 19. Jahrhundert belegt.
In der ersten Hälfte des 20. Jahrhunderts wurden in Lindenberg in 34 verschiedenen Unternehmen insgesamt acht Millionen Hüte pro Jahr produziert, was der Stadt die Epitheta bzw. Beinamen „Hut-Hauptstadt Europas“ und „Klein-Paris“ einbrachte. Hüte aus Lindenberg fanden nicht nur Absatz in Europa, sondern ebenfalls in den USA und in Südamerika.
Nach dem Ersten Weltkrieg setzte der Niedergang der Strohhut-Produktion ein, da das Hauptprodukt, die Kreissäge, aus der Mode gekommen war. Eine gewisse Kompensation brachte die Umstellung auf die Produktion von Filzhüten. Nachdem der Hut als Bekleidungsstück in den 1960er-Jahren immer mehr an Bedeutung verloren hatte, mussten die meisten Lindenberger Unternehmen den Betrieb einstellen. Seit dem Jahr 1997 konnte nur noch eine einzige Hutfabrik im Ort ihren Betrieb aufrechterhalten, die aber 2010 ebenfalls ihre Tore schloss.
Heutzutage erinnern neben dem Deutschen Hutmuseum Lindenberg noch der jährlich stattfindende Huttag und die Wahl einer Hutkönigin an die einstige große wirtschaftliche Bedeutung der Hutherstellung für die Stadt.

## Sonderausstellungen
- 2024–2025 Mit Rad & Haube. Historisch – Aktuell – Behütet
- 2023–2024 Neuanfänge – Heimatvertriebene in Bayern (Wanderausstellung)
- 2022–2023 Prominent. Inge, Udo, Bibi – Was macht eigentlich berühmt?
- 2021–2022 Tempo, Tempo – Bayern in den 1920ern (Wanderausstellung)
- 2020–2021 hutARTig (Kunst-Intervention in der Dauerausstellung und Sonderausstellung)

- 2019–2020 Geliebte Gabi („Ein Mädchen aus dem Allgäu. Ermordet in Auschwitz.“ Leo Hiemer, Wanderausstellung)

- 2019 Verbaute Biographien

- 2019 Max Schmelcher

- 2018–2019 „Stroh zu Gold“ (Märchenhafte Ausstellung zu Kleidung, Kopfbedeckungen und textilen Techniken)

- 2018 Bruno Wank

- 2018 Aufstieg und Untergang der Hutfabrik Ottmar Reich

- 2018 Kinderbuch & Hut

- 2018 Kunst by Bruno Wank

- 2017–2018 „Krippen & Hüte – weltweit!“

## Auszeichnungen
- 2019 Vermittlung im Museum. Förderpreis der Bayerischen Sparkassenstiftung. Für die Whatsapp-Tour durchs Museum
- 2016 nominiert European Museum Academy (EMA)
- 2015: Bayerischer Museumspreis[4]